# Cheilanthes kunzei
Cheilanthes kunzei är en kantbräkenväxtart som beskrevs av Georg Heinrich Mettenius. Cheilanthes kunzei ingår i släktet Cheilanthes och familjen Pteridaceae. Inga underarter finns listade.